# Amesemi

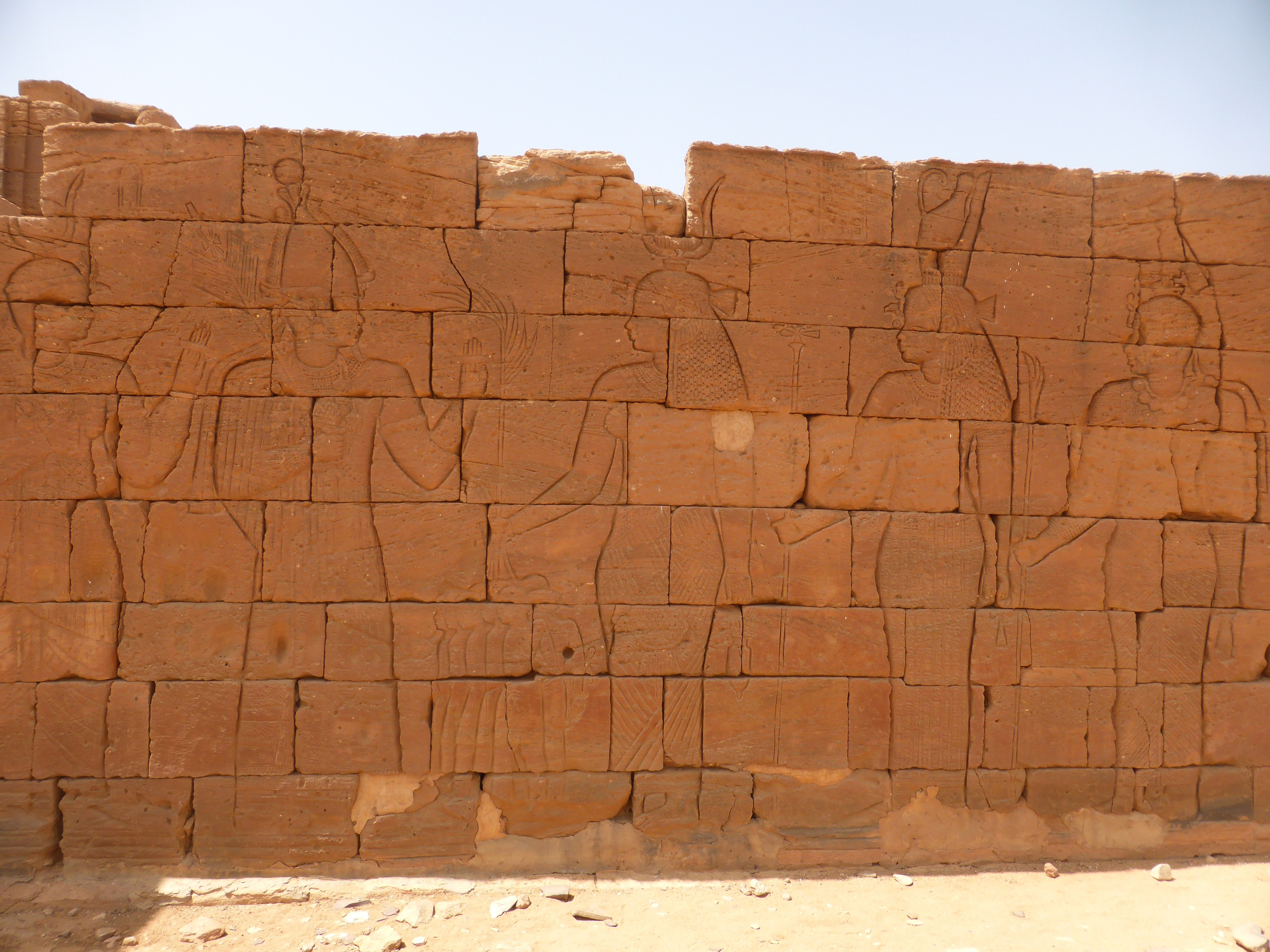
Templo del León de Naqa: Amesemi (segunda desde la derecha) coronada por halcón y luna creciente

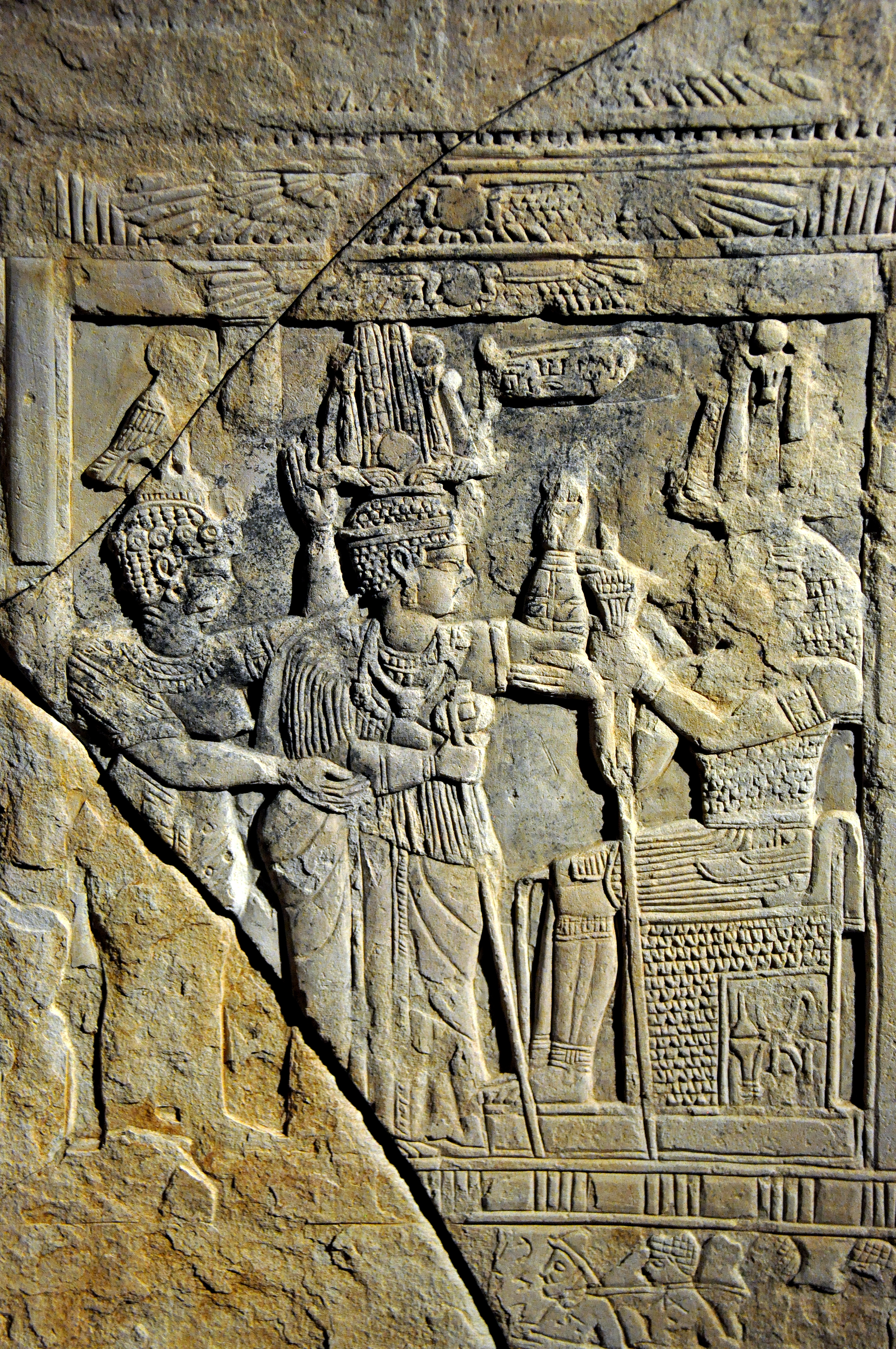
Estela con Amanishakheto, Amesemi y Apedemak (de izquierda a derecha).

Amesemi es una diosa nubia representada como una mujer que llevaba en la cabeza un doble halcón coronado por un disco solar. Es la compañera del dios león Apedemak.
En la pared lateral septentrional del Templo del León en Naqa está representada junto con Isis, Mut, Hathor y Satet. Comparada con estas diosas de origen egipcio, Amesemi es mucho más corpulenta, lo que es típico de la representación de la mujer en el reino de Meroe. En estelas en el templo de Amón en Naqa Amesemi aparece con la Kandake Amanishakheto. Sólo a través de las inscripciones en estas estelas se supo el nombre de Amasemi.